# Jack Edwards
William Jackson (Jack) Edwards (ur. 20 września 1928 w Birmingham, Alabama, zm. 27 września 2019) – amerykański polityk, członek Partii Republikańskiej. W latach 1965–1985 był przedstawicielem pierwszego okręgu wyborczego w stanie Alabama w Izbie Reprezentantów Stanów Zjednoczonych.